# Нойвальдеґський замок
48°14′05″ пн. ш. 16°17′17″ сх. д. / 48.234832° пн. ш. 16.288142° сх. д.

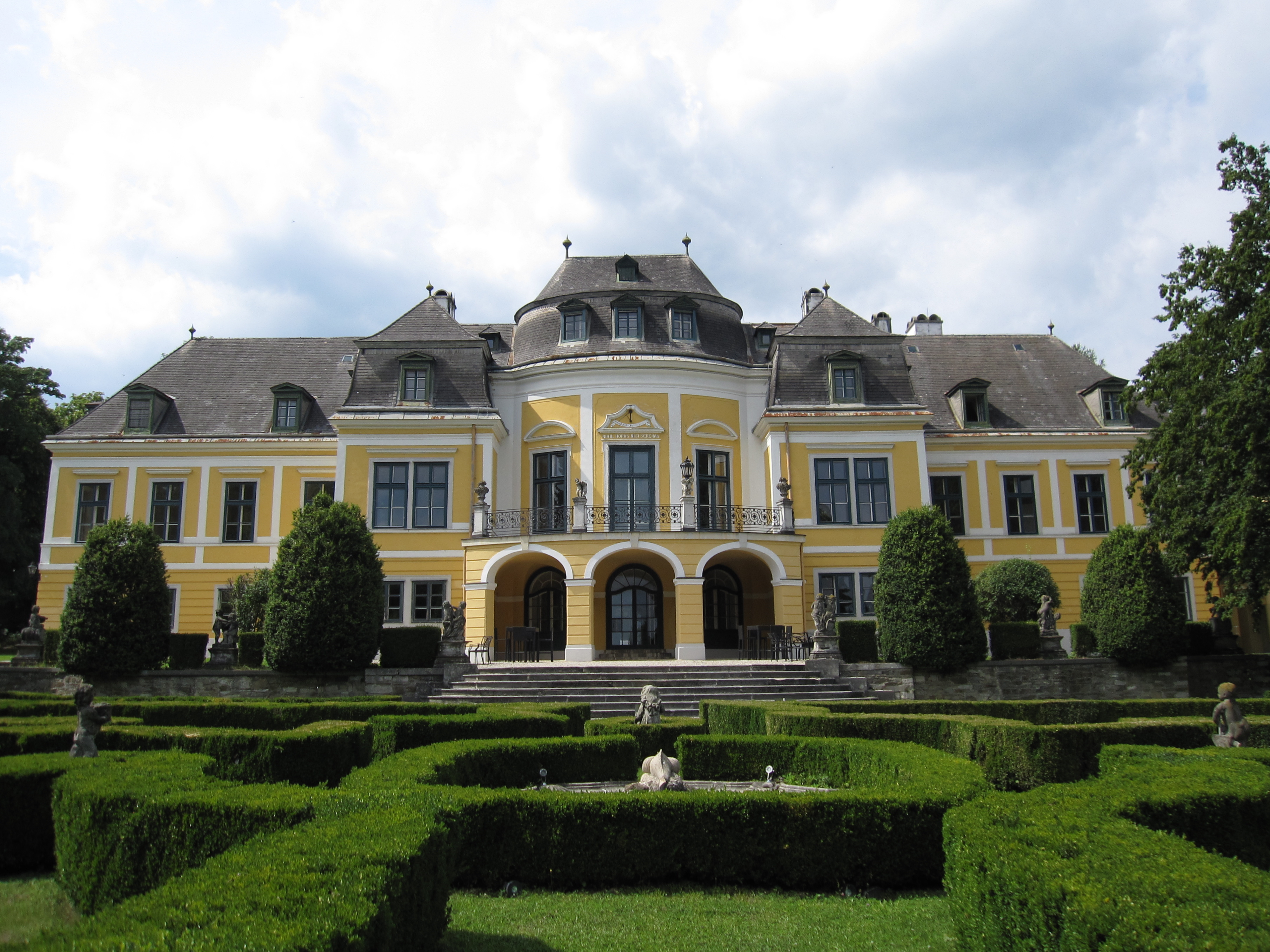
Головний фасад і сад

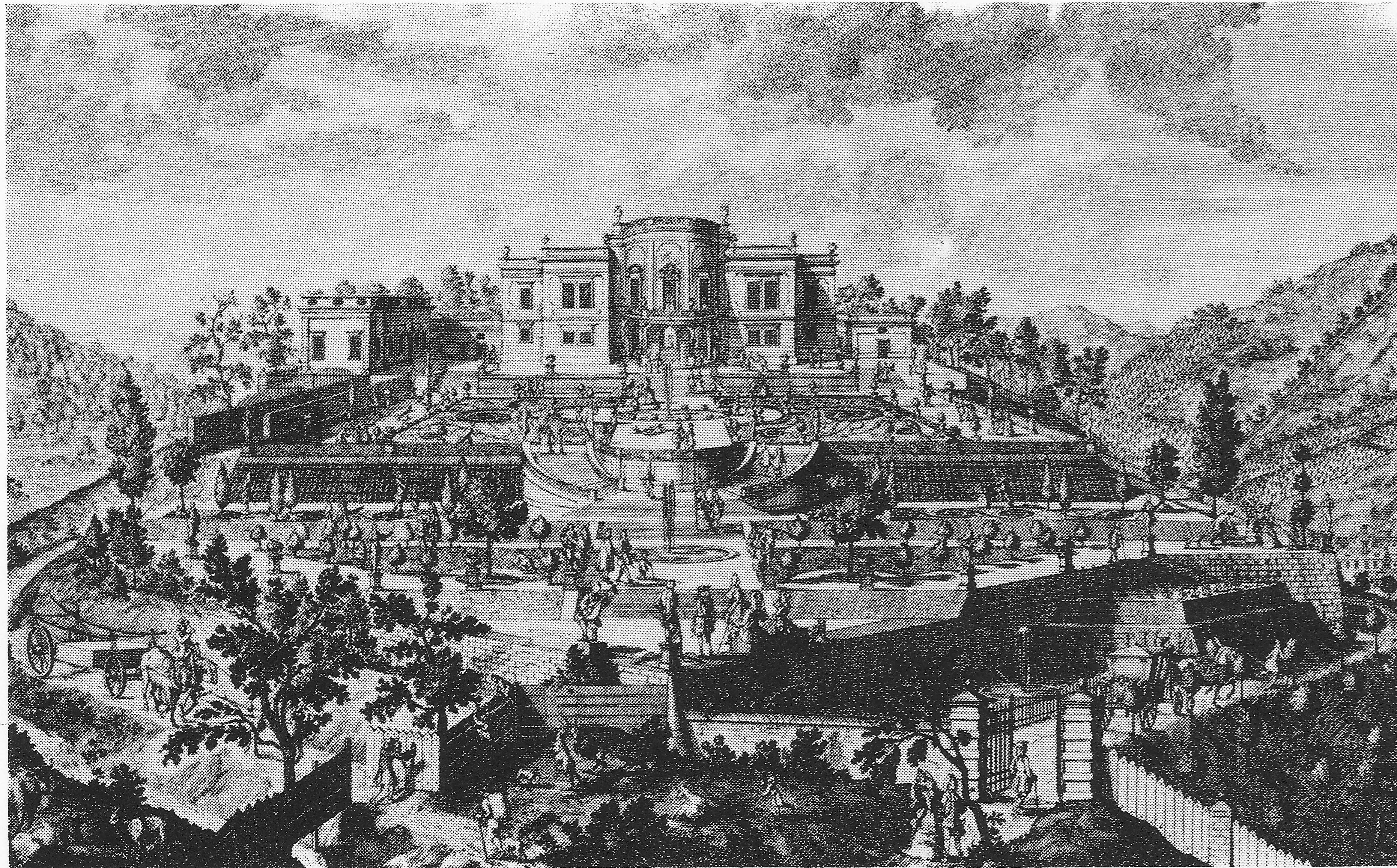
Нойвальдеґський замок, 1719 гравюра

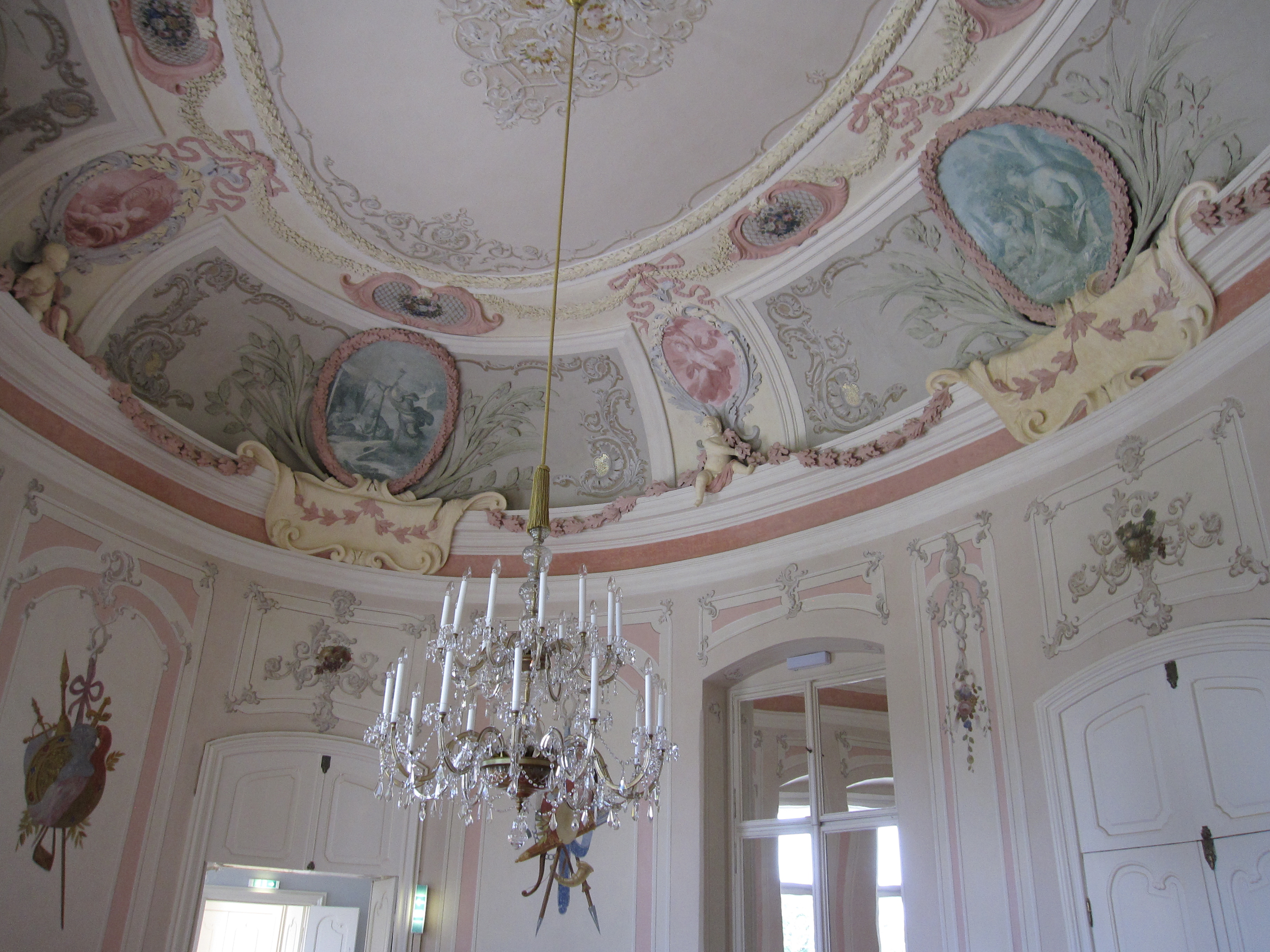
Інтер'єр

Нойвальдеґський замок (нім. Schloss Neuwaldegg) — палац у стилі бароко з англійським садом у районі Гернальс Відня, Австрія.1 Зараз це приватна власність яку здають винаймають для різноманітних приватних та громадських заходів.

## Історія
Цей маєток виник із садиби, придбаної імперським радником Стефаном Аґлером після облоги Відня у 1529 році. Стефан був нобілітований Габсбурзьким імператором Фердинандом I у риттерський ранг, а в 1539 році отримав едлерський титул Паумґартена та Нойвальдеґа.
Сучасний палац побудували приблизно в 1697 році на розпорядження графа Теодора фон Штратмана, швидше за все, за планами, розробленими Йоганном Бернгардом Фішером фон Ерлахом з французьким парадним садом довкола. У 1765 році маєток придбав фельдмаршал граф Франц Моріц фон Ласі, довірена особа імператриці Марії Терезії та її сина Йосипа II. Він знову розширив будівлю та заклав англійський ландшафтний парк, один із перших у Габсбургзькій монархії. Він включав 17 очеретяних будиночків на пагорбі Хамо (з французької «село») для розміщення гостей Лейсі, а також мавзолей, побудований у 1794 році, який став місцем його спочинку. Коли він відкрив свої сади для публіки, вони стали популярним місцем для одноденних мандрівників Відня.
Після його в 1801 році князівська родина Шварценбергів придбала палац і великий ландшафтний парк, який до сьогодні несе назву Шварценберґпарк, з двома обелісками, розташованими на Шванценбержській алеї завдовжки 2,2 км разом з низкою статуй грецьких богів. Утім, нові власники перевезли багато мистецьких цінностей до Крумловського замку у Богемії, і з часом будівля та сади впали у занедбання. Нойвальдеґ був включений до 17-го району Відня першого січня 1892 року. Римсько-католицька архідієцезія Відня нарешті викупила палац у 1951 році, а парк, що тягнеться вгору до межі міста, придбала муніципальна влада в 1958 році, яка перепланувала його як рекреаційну зону.

## У культурі
Замок був місцем для телевізійних фільмів "Oma wider Willen" з 2012 року та "Zurück ins Leben" у 2013 році.

## Зовнішні посилання
- Neuwaldegg Estate Management

1. 1 2 3 4  Wiki Loves Monuments monuments database — 2017.